# Ophion luteus
La avispa falciforme (Ophion  luteus) es una especie de insecto del género Ophion, familia Ichneumonidae.
Fue descrito por primera vez en 1758 por Linneo